# Meiconodon
Meiconodon is een geslacht van uitgestorven alticonodontine triconodontiden dat in het Vroeg-Krijt (Aptien/Albien) leefde in het gebied van het huidige China. 
De typesoort Meiconodon lii werd in 2009 benoemd door Nao Kusuhashi, Yaoming Hu, Yuanqing Wang, Satoshi Hirasawa en Hiroshige Matsuoka. De geslachtsnaam is een combinatie van het Chinees mei, 'steenkool', het Latijn conus, 'kegel' en het Grieks odoon, 'tand'. De soortaanduiding eert Li Chuankui, die de gezamenlijke Japans-Chinese expedities in de steenkoolmijnen van Badaohao leidde.
Het holotype is IVPP V14515, een linkeronderkaak van zo'n twee centimeter lengte.
Een tweede soort is de tegelijkertijd benoemde Meiconodon setoguchii waarvan de soortaanduiding Takeshi Setoguchi eert, de Japanse manager van de expedities. Hiervan is het holotype IVPP V14514, een linkeronderkaak. De soort is iets groter en heeft een minder ontwikkelde knobbel op de kiezen alsmede scherpere binnenste en buitenste cingula op de kiezen en hogere kronen.